# Lepanthes vatrax
Lepanthes vatrax är en orkidéart som beskrevs av Carlyle August Luer. Lepanthes vatrax ingår i släktet Lepanthes och familjen orkidéer. Inga underarter finns listade i Catalogue of Life.